# 卡爾瓦佩克尼亞山
16°51′28″S 69°33′25″W / 16.85778°S 69.55694°W
卡爾瓦佩克尼亞山（Qarwa P'iq'iña），是秘魯的山峰，位於該國東南部普諾大區，由聖羅薩區和皮薩科馬區負責管轄，屬於安地斯山脈的一部分，海拔高度5,100米。